# 3.ª etapa da Volta a Espanha de 2021
A 3.ª etapa da Volta a Espanha de 2021 teve lugar a 16 de agosto de 2021 entre Santo Domingo de Silos e Espinosa de los Monteros sobre um percurso de 202,8 km e foi vencido pelo estonio Rein Taaramäe da equipa Intermarché-Wanty-Gobert Matériaux, quem ademais converteu-se no novo líder da corrida.

## Classificação da etapa
| Santo Domingo de Silos - Espinosa de los Monteros | alta montanha | (202,8 km) |

| \| Classificação por etapas \| Classificação por etapas \| Classificação por etapas \| Classificação por etapas \| Classificação por etapas \| \| Ciclista \| Ciclista \| Equipe \| Tempo \| \| \| ------------------------ \| ------------------------ \| ---------------------------------- \| ------------------------ \| ------------------------ \| \| 1. \| Rein Taaramäe \| Intermarché-Wanty-Gobert Matériaux \| 5h16m57s \| \| \| 2. \| Joe Dombrowski \| UAE Team Emirates \| + 21s \| \| \| 3. \| Kenny Elissonde \| Trek-Segafredo \| + 36s \| \| \| 4. \| Lilian Calmejane \| AG2R Citroën Team \| + 1m16s \| \| \| 5. \| Enric Mas \| Movistar Team \| + 1m45s \| \| \| 6. \| Miguel Ángel López \| Movistar Team \| + 1m48s \| \| \| 7. \| Primož Roglič \| Jumbo-Visma \| + 1m48s \| \| \| 8. \| Adam Yates \| Ineos Grenadiers \| + 1m48s \| \| \| 9. \| Mikel Landa \| Bahrain Victorious \| + 1m48s \| \| \| 10. \| Giulio Ciccone \| Trek-Segafredo \| + 1m48s \| \| |                    |                                    |          |
| |                    |                                    |          |
| Fonte: ProCyclingStats |                    |                                    |          |
| Classificação por etapas |                    |                                    |          |
| Ciclista | Ciclista           | Equipe                             | Tempo    |
| 1. | Rein Taaramäe      | Intermarché-Wanty-Gobert Matériaux | 5h16m57s |
| 2. | Joe Dombrowski     | UAE Team Emirates                  | + 21s    |
| 3. | Kenny Elissonde    | Trek-Segafredo                     | + 36s    |
| 4. | Lilian Calmejane   | AG2R Citroën Team                  | + 1m16s  |
| 5. | Enric Mas          | Movistar Team                      | + 1m45s  |
| 6. | Miguel Ángel López | Movistar Team                      | + 1m48s  |
| 7. | Primož Roglič      | Jumbo-Visma                        | + 1m48s  |
| 8. | Adam Yates         | Ineos Grenadiers                   | + 1m48s  |
| 9. | Mikel Landa        | Bahrain Victorious                 | + 1m48s  |
| 10. | Giulio Ciccone     | Trek-Segafredo                     | + 1m48s  |

## Classificações ao final da etapa

### Classificação geral
| \| Classificação geral \| Classificação geral \| Classificação geral \| Classificação geral \| Classificação geral \| \| Ciclista \| Ciclista \| Equipe \| Tempo \| \| \| ------------------- \| ------------------- \| ---------------------------------- \| ------------------- \| ------------------- \| \| 1. \| Rein Taaramäe \| Intermarché-Wanty-Gobert Matériaux \| 9h25m44s \| \| \| 2. \| Kenny Elissonde \| Trek-Segafredo \| + 25s \| \| \| 3. \| Primož Roglič \| Jumbo-Visma \| + 30s \| \| \| 4. \| Lilian Calmejane \| AG2R Citroën Team \| + 35s \| \| \| 5. \| Enric Mas \| Movistar Team \| + 45s \| \| \| 6. \| Miguel Ángel López \| Movistar Team \| + 51s \| \| \| 7. \| Alejandro Valverde \| Movistar Team \| + 57s \| \| \| 8. \| Giulio Ciccone \| Trek-Segafredo \| + 57s \| \| \| 9. \| Egan Bernal \| Ineos Grenadiers \| + 57s \| \| \| 10. \| Mikel Landa \| Bahrain Victorious \| + 1m09s \| \| |                    |                                    |          |
| |                    |                                    |          |
| Fonte: ProCyclingStats |                    |                                    |          |
| Classificação geral |                    |                                    |          |
| Ciclista | Ciclista           | Equipe                             | Tempo    |
| 1. | Rein Taaramäe      | Intermarché-Wanty-Gobert Matériaux | 9h25m44s |
| 2. | Kenny Elissonde    | Trek-Segafredo                     | + 25s    |
| 3. | Primož Roglič      | Jumbo-Visma                        | + 30s    |
| 4. | Lilian Calmejane   | AG2R Citroën Team                  | + 35s    |
| 5. | Enric Mas          | Movistar Team                      | + 45s    |
| 6. | Miguel Ángel López | Movistar Team                      | + 51s    |
| 7. | Alejandro Valverde | Movistar Team                      | + 57s    |
| 8. | Giulio Ciccone     | Trek-Segafredo                     | + 57s    |
| 9. | Egan Bernal        | Ineos Grenadiers                   | + 57s    |
| 10. | Mikel Landa        | Bahrain Victorious                 | + 1m09s  |

### Classificação por pontos
| Classificação por pontos | Classificação por pontos | Classificação por pontos           | Classificação por pontos | Classificação por pontos |
| Ciclista                 | Ciclista                 | Equipe                             | Pontos                   |                          |
| ------------------------ | ------------------------ | ---------------------------------- | ------------------------ | ------------------------ |
| 1.                       | Jasper Philipsen         | Alpecin-Fenix                      | 50 pts                   |                          |
| 2.                       | Fabio Jakobsen           | Deceuninck-Quick Step              | 50 pts                   |                          |
| 3.                       | Alex Aranburu            | Astana-Premier Tech                | 50 pts                   |                          |
| 4.                       | Rein Taaramäe            | Intermarché-Wanty-Gobert Matériaux | 33 pts                   |                          |
| 5.                       | Lilian Calmejane         | AG2R Citroën Team                  | 30 pts                   |                          |
| 6.                       | Primož Roglič            | Jumbo-Visma                        | 29 pts                   |                          |
| 7.                       | Michael Matthews         | BikeExchange                       | 27 pts                   |                          |
| 8.                       | Julen Amézqueta          | Caja Rural-Seguros RGA             | 20 pts                   |                          |
| 9.                       | Juan Sebastián Molano    | UAE Team Emirates                  | 18 pts                   |                          |
| 10.                      | Joe Dombrowski           | UAE Team Emirates                  | 17 pts                   |                          |

### Classificação da montanha
| Classificação da montanha | Classificação da montanha | Classificação da montanha          | Classificação da montanha | Classificação da montanha |
| Ciclista                  | Ciclista                  | Equipe                             | Pontos                    |                           |
| ------------------------- | ------------------------- | ---------------------------------- | ------------------------- | ------------------------- |
| 1.                        | Rein Taaramäe             | Intermarché-Wanty-Gobert Matériaux | 10 pts                    |                           |
| 2.                        | Kenny Elissonde           | Trek-Segafredo                     | 7 pts                     |                           |
| 3.                        | Joe Dombrowski            | UAE Team Emirates                  | 6 pts                     |                           |
| 4.                        | Tobias Bayer              | Alpecin-Fenix                      | 5 pts                     |                           |
| 5.                        | Sepp Kuss                 | Jumbo-Visma                        | 3 pts                     |                           |
| 6.                        | Lilian Calmejane          | AG2R Citroën Team                  | 3 pts                     |                           |
| 7.                        | Antonio Jesús Soto        | Euskaltel-Euskadi                  | 3 pts                     |                           |
| 8.                        | Sep Vanmarcke             | Israel Start-Up Nation             | 2 pts                     |                           |
| 9.                        | Enric Mas                 | Movistar Team                      | 1 pt                      |                           |
| 10.                       | Rui Oliveira              | UAE Team Emirates                  | 1 pt                      |                           |

### Classificação dos jovens
| Classificação dos jovens | Classificação dos jovens | Classificação dos jovens | Classificação dos jovens | Classificação dos jovens |
| Ciclista                 | Ciclista                 | Equipe                   | Tempo                    |                          |
| ------------------------ | ------------------------ | ------------------------ | ------------------------ | ------------------------ |
| 1.                       | Egan Bernal              | Ineos Grenadiers         | 9h26m41s                 |                          |
| 2.                       | Gino Mäder               | Bahrain Victorious       | + 13s                    |                          |
| 3.                       | Aleksandr Vlasov         | Astana-Premier Tech      | + 16s                    |                          |
| 4.                       | Rémy Rochas              | Cofidis                  | + 54s                    |                          |
| 5.                       | Mauri Vansevenant        | Deceuninck-Quick Step    | + 55s                    |                          |
| 6.                       | Juan Pedro López         | Trek-Segafredo           | + 59s                    |                          |
| 7.                       | Simon Carr               | EF Education-Nippo       | + 1m02s                  |                          |
| 8.                       | Tobias Bayer             | Alpecin-Fenix            | + 1m12s                  |                          |
| 9.                       | Mark Padun               | Bahrain Victorious       | + 1m13s                  |                          |
| 10.                      | Jefferson Cepeda         | Caja Rural-Seguros RGA   | + 1m41s                  |                          |

### Classificação por equipas
| Classificação por equipes | Classificação por equipes          | Classificação por equipes | Classificação por equipes |
| Equipe                    | Equipe                             | Tempo                     |                           |
| ------------------------- | ---------------------------------- | ------------------------- | ------------------------- |
| 1.                        | UAE Team Emirates                  | 28h19m20s                 |                           |
| 2.                        | Movistar Team                      | + 22s                     |                           |
| 3.                        | Bahrain Victorious                 | + 50s                     |                           |
| 4.                        | Trek-Segafredo                     | + 1m14s                   |                           |
| 5.                        | Ineos Grenadiers                   | + 1m15s                   |                           |
| 6.                        | Intermarché-Wanty-Gobert Matériaux | + 2m26s                   |                           |
| 7.                        | AG2R Citroën Team                  | + 2m33s                   |                           |
| 8.                        | Team DSM                           | + 2m52s                   |                           |
| 9.                        | EF Education-Nippo                 | + 3m35s                   |                           |
| 10.                       | Jumbo-Visma                        | + 3m49s                   |                           |

## Abandonos
Alexander Cataford não tomou a saída e Frederik Frison não completou a etapa.